# كالين كار
كالين كار (بالإنجليزية: Calen Carr)‏ (4 أكتوبر 1982 بأوكلاند في الولايات المتحدة - ) هو لاعب كرة قدم أمريكي في مركز الهجوم. لعب مع شيكاغو فاير وهيوستن دينامو وOrange County Blue Star ‏.

## وصلات خارجية
- كالين كار على موقع الدوري الأمريكي (الإنجليزية)
- كالين كار على موقع قاعدة بيانات كرة القدم.إي يو (الإنجليزية)
- كالين كار على موقع Soccerway.com (الإنجليزية)
- كالين كار على موقع عالم كرة القدم.نت (الإنجليزية)